# Fagotia esperi
Fagotia esperi је пуж из реда Sorbeoconcha и фамилије Melanopsidae.

## Угроженост
Подаци о распрострањености ове врсте су недовољни.

## Распрострањење
Ареал врсте покрива средњи број држава. 
Врста је присутна у Мађарској, Украјини, Белорусији, Словачкој, Молдавији и Аустрији.

## Станиште
Станиште врсте су слатководна подручја.